# 쿠보 타이토
쿠보 타이토(일본어: 久保帯人 구보 다이토[*], 1977년 6월 26일 ~ )는 히로시마현 아키군 후추정에서 태어난 일본의 만화가이다. 대표작으로는 블리치가 있다.

## 작품 목록
- ULTRA UNHOLY HEARTED MACHINE(데뷔작)
- 좀비 파우더(ZOMBIEPOWDER.)
- 블리치
- 번 더 위치(BURN THE WITCH)